# Demócratas por Liechtenstein
Los Demócratas por Liechtenstein (en alemán: Demokraten pro Liechtenstein; abreviado DpL), es un partido político en Liechtenstein. Formado como una escisión de Los Independientes en septiembre de 2018, el partido tiene actualmente seis escaños en el Landtag de Liechtenstein.

## Historia
El 16 de agosto de 2018, Erich Hasler, miembro del Landtag, fue expulsado de Los Independientes (DU) en circunstancias controvertidas. Thomas Rehak y Herbert Elkuch, también miembros del Landtag que representaban a Los Independientes, abandonaron posteriormente el partido al oponerse a la expulsión de Hasler. Los tres fundaron un nuevo grupo parlamentario, llamado provisionalmente "Nueva Facción" (en alemán: Neue Fraktion). Esto dejó a Los Independientes con sólo dos miembros en el Landtag; el nuevo grupo obtuvo el escaño de DU en el presidium del Landtag. El partido Demócratas por Liechtenstein (DpL) se fundó oficialmente el 21 de septiembre de 2018, y Thomas Rehak se convirtió en su líder.
Inicialmente hubo controversia sobre si el DpL tenía derecho a financiación pública, ya que había entrado en el Landtag sin presentarse a las elecciones. En febrero de 2019, el Tribunal Administrativo otorgó a DpL la suma global anual de 55.000 francos suizos a la que tienen derecho todos los partidos representados en el Landtag en virtud de la Ley de financiación de partidos políticos.
En las elecciones parlamentarias de 2021 obtuvo un 11,1% de los votos y dos escaños en el Landtag.

## Posiciones políticas
El DpL, al igual que la DU, es considerado ideológicamente populista de derecha. Es escéptico sobre la inmigración y la integración europea.

## Resultados electorales

### Landtag de Liechtenstein
| Año  | Votos       | %     | Resultado |
| ---- | ----------- | ----- | --------- |
| 2021 | 22 476 (#4) | 11.14 | 2/25      |
| 2025 | 48 370 (#3) | 23.30 | 6/25      |